# Тайлер, Ройалл
Ройалл Тайлер (англ. Royall Tyler; 18 июня 1757, Бостон  — 26 августа 1826, Братлборо, Вермонт, США) — американский политик, драматург, эссеист, юрист, судья.

## Биография
Родился в семье богатого торговца и политика. Окончил Бостонскую латинскую школу. Изучал право в Гарвардском колледже, где однокурсником был Кристофер Гор. Затем принял участие в Американской революции, сражался при штурме Род-Айленда. Федерал.
После войны работал юристом в Портленд (Мэн), затем в Брейнтри (Массачусетс). В 1801 году был избран судьей Верховного суда Вермонта, позже стал его председателем (1807—1812).
Автор первой профессионально поставленной на американской сцене пьесы «Контраст» (1787), которая посвящена различиям между Америкой и Европой и напоминает английские комедии того времени. Р. Тайлеру удалось создать очень популярное «произведение» для американской сцены. На премьере пьесы присутствовал Джордж Вашингтон и несколько членов 1-го Конгресса США.
Кроме того, его перу принадлежат шесть пьес, музыкальная драма, два стихотворения, ряд эссе и юридических трактатов.
Тайлер был прототипом персонажа судьи Джеффри Пинчена, злодея в романе Натаниэля Готорна «Дом о семи фронтонах».
Умер от рака, который годами разъедал и изуродовал его лицо.

## Избранные произведения
- The Algerine Captive (1797)
- The Yankey in London (1809)